# Джейден Сміт
Джейден Сміт (англ. Jaden Smith; нар. 8 липня 1998, Малібу, Каліфорнія, США) — американський актор, репер і танцівник, відомий ролями в фільмах «У гонитві за щастям», «День, коли Земля зупинилась», «Карате кід».

## Біографія
Джейден Сміт народився в Малібу, Каліфорнія, США в родині акторів Джади Пінкетт-Сміт і Вілла Сміта. У нього є старший зведений брат по батькові Трей і молодша сестра Віллоу. Джейден відвідував школу лише рік, весь інший час він знаходився на домашньому навчанні.
У 2009 Джейден і його сестра Віллоу стали послами благодійного проекту компанії Hasbro, мета якого — допомогти дітям Африки.

## Кар'єра
Джейден дебютував на телебаченні, знявшись у шести епізодах ситкому «Усе про нас». У 2006 він зіграв сина головного героя (Вілл Сміт) у біографічній драмі «У гонитві за щастям». Ця роль принесла йому премію «MTV Movie Awards» за найкращий прорив року. У науково-фантастичній стрічці 2008 року «День, коли Земля зупинилась» він виконав роль Джейкоба — сина Гелен (Дженніфер Коннеллі), за яку Джейден став лауреатом премій «Сатурн» і «Золота малина». Того ж року він зіграв Тревіса в одному епізоді серіалу «Усе тіп-топ, або Життя Зака та Коді».
У 2010 в Джейдена була роль у фільмі «Карате кід», його партнером по знімальному майданчику був Джекі Чан. У 2013 він знову знявся зі своїм батьком у фантастичному бойовику «Після нашої ери». У 2015 Сміт приєднався до акторського складу серіалу «Відрив», а наступного року актор зіграв у телефільмі «Брати в Атланті». У 2017 стало відомо, що Сміт буде виконувати головну чоловічу роль у романтичній драмі «Життя за рік», головну жіночу роль отримала Кара Делевінь.

## Фільмографія

### Фільми
| Рік  |   | Українська назва            | Оригінальна назва             | Роль                   |
| ---- | - | --------------------------- | ----------------------------- | ---------------------- |
| 2006 | ф | У гонитві за щастям         | The Pursuit of Happyness      | Крістофер Гарднер мол. |
| 2008 | ф | День, коли Земля зупинилась | The Day the Earth Stood Still | Джейкоб Бенсон         |
| 2010 | ф | Карате кід                  | The Karate Kid                | Дре Паркер             |
| 2013 | ф | Після нашої ери             | After Earth                   | Китай Рейдж            |
| 2018 | ф |                             | Skate Kitchen                 | Девон                  |
| 2020 | ф | Життя за рік                | Life in a Year                | Дарин                  |
| 2021 | ф | Людина на ім'я Скотт        | A Man Named Scott             | у ролі самого себе     |

### Телебачення
| Рік       |    | Українська назва                    | Оригінальна назва             | Роль                                   |
| --------- | -- | ----------------------------------- | ----------------------------- | -------------------------------------- |
| 2003—2004 | с  | Усе про нас                         | All of Us                     | Реджі (6 епізодів)                     |
| 2008      | с  | Усе тіп-топ, або Життя Зака та Коді | The Suite Life of Zack & Cody | Тревіс (Епізод: "Romancing the Phone") |
| 2016—2017 | с  | Відрив                              | The Get Down                  | Маркус Кіплінг (11 епізодів)           |
| 2016      | тф | Брати в Атланті                     | Brothers in Atlanta           | Кертіс                                 |
| 2017      | с  | Нешвілл                             | Nashville                     | у ролі самого себе                     |
| 2020      | с  | Джастін Бібер: Сезони               | Justin Bieber: Seasons        | у ролі самого себе                     |